# 언어섬

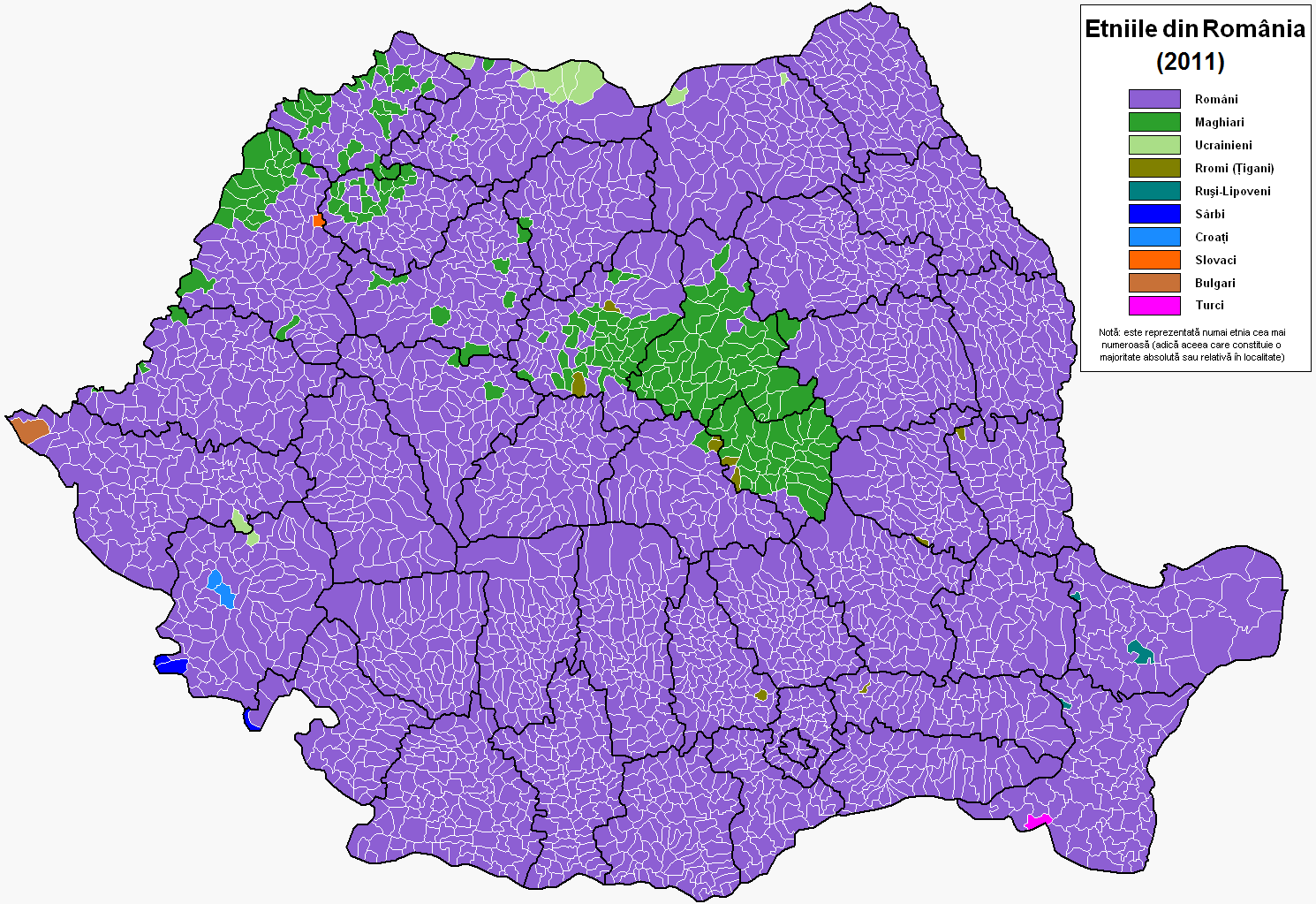
루마니아의 지도. 중앙의 초록색 부분은 루마니아어가 아닌 헝가리어를 사용하는 지역이다.

언어섬 또는 언어도(言語島)는 오랫동안 주변과와의 교류가 단절되거나 주변에 다른 언어를 사용하는 집단이 대량으로 이주하는 등의 이유로, 주위와는 다른 특징을 가진 언어가 사용되고 있는 상태이다.

## 같이 보기
- 월경지